# Carlos Calvo (piłkarz)
Carlos Andrés Calvo Beristain (ur. 2 grudnia 1992 w Méridzie) – meksykański piłkarz występujący na pozycji środkowego obrońcy, obecnie zawodnik Veracruz.

## Kariera klubowa
Calvo jest wychowankiem klubu Atlante FC z siedzibą w Cancún, do którego seniorskiej drużyny został włączony jako dziewiętnastolatek przez szkoleniowca Ricardo La Volpe. W Liga MX zadebiutował 22 lipca 2012 w zremisowanym 0:0 spotkaniu z Pachucą i od razu wywalczył sobie pewne miejsce w linii defensywy. Po upływie kilku miesięcy został jednak relegowany do roli rezerwowego, w 2013 roku docierając do finału krajowego pucharu – Copa MX. Na koniec rozgrywek 2013/2014 spadł natomiast z Atlante do drugiej ligi, gdzie spędził kolejne pół roku. W styczniu 2015 powrócił do najwyższej klasy rozgrywkowej, zostając zawodnikiem zespołu Monarcas Morelia. Tam 10 kwietnia 2015 w zremisowanej 1:1 konfrontacji z Veracruz strzelił swojego pierwszego gola w seniorskiej karierze, a w tym samym roku zajął także drugie miejsce w krajowym superpucharze – Supercopa MX, lecz pełnił wyłącznie rolę głębokiego rezerwowego Morelii.
Wiosną 2016 Calvo udał się na wypożyczenie do zespołu Tiburones Rojos de Veracruz, gdzie już w pierwszym, wiosennym sezonie Clausura 2016 zdobył puchar Meksyku – Copa MX.
| Sezon     | Klub                        | Kraj   | Rozgrywki  | Mecze | Bramki |
| --------- | --------------------------- | ------ | ---------- | ----- | ------ |
| 2012/2013 | Atlante FC                  | Meksyk | Liga MX    | 24    | 0      |
| 2013/2014 | Atlante FC                  | Meksyk | Liga MX    | 5     | 0      |
| 2014/2015 | Atlante FC                  | Meksyk | Ascenso MX | 7     | 0      |
| 2014/2015 | Monarcas Morelia            | Meksyk | Liga MX    | 5     | 1      |
| 2015/2016 | Monarcas Morelia            | Meksyk | Liga MX    | 0     | 0      |
| 2015/2016 | Tiburones Rojos de Veracruz | Meksyk | Liga MX    |       |        |